# Панский Мост
Па́нский Мост (укр. Панський Міст), до 2016 года — Чапа́евка (укр. Чапаєвка) — село в Уманском районе Черкасской области Украины.
Население по переписи 2001 года составляло 356 человек. Почтовый индекс — 19150. Телефонный код — 4746.

## Местный совет
19150, Черкасская обл., Монастырищенский р-н, с. Панский Мост, ул. Ленина, 1